# Anatolij Basylewytsch
Anatolij Dmytrowytsch Basylewytsch (ukrainisch Анатолій Дмитрович Базилевич; * 7. Juni 1926 in Schmerynka; † 30. Juni 2005 in Kiew) war ein ukrainischer Zeichner und Illustrator.

## Leben
Basylewytsch wurde am 7. Juni 1926 in der Stadt Schmerynka als Sohn eines Ingenieurs geboren. In Mariupol, wohin seine Familie 1933 zog, besuchte er einen Kunstkurs in einem Hüttenwerk.
Während des Zweiten Weltkrieges wurde die Familie zur Zwangsarbeit nach Deutschland deportiert. Der Vater starb an seinen Verletzungen während eines Bombardements. Die Mutter konnte mit ihrem Sohn nach Mariupol zurückkehren. Trotz all dieser Schwierigkeiten gab Basylewytsch seinen Traum, Künstler zu werden, nicht auf. In den Jahren 1947–1953 studierte er an der Hochschule für angewandte Kunst in Charkiw. Im Jahr 1953 zog er nach Kiew, wo er viele Jahre in verschiedenen Verlagen arbeitete.
Im Laufe seiner Karriere illustrierte Anatolij Basylewytsch zahlreiche Werke der ukrainischen und ausländischen Literatur, von denen Enejida das berühmteste und größte ist. Das Buch wurde 1968 in einer zweiten Auflage vom Dnipro-Verlag veröffentlicht. Es wurde 17 Mal nachgedruckt. Mit seiner Enejida machte sich Anatolij Basylewytsch einen Namen als Autor des ersten ukrainischen erotischen Comics. Basylewytschs Illustrationen zeichnen sich durch die Beherrschung der Zeichenkunst, die außerordentliche Fähigkeit, den psychologischen Zustand der literarischen Figuren zu vermitteln, einen scharfen Sinn für Humor und eine ausdrucksstarke grafische Sprache aus.